# ويليام غرينليف
ويليام غرينليف (بالإنجليزية: William Grinnell)‏ هو لاعب كرة قدم أمريكية أمريكي، ولد في 29 ديسمبر 1909 في بوسطن في الولايات المتحدة، وتوفي في 25 يونيو 1997 في Centerville, Massachusetts ‏ في الولايات المتحدة.